# Auranofin
L' auranofin è un composto di coordinazione contenente un atomo di oro(I). Viene utilizzato contro l'artrite e si somministra soltanto per via orale.

## Controindicazioni
Sconsigliato in soggetti con insufficienza epatica e in caso di gravidanza.

## Dosaggi
- 6 mg al giorno, inizialmente da sottodividere in più dosi, dose massima 9 mg

## Effetti indesiderati
Fra gli effetti collaterali più frequenti si riscontrano  diarrea, nausea, dolore addominale.

## Studi sperimentali
Auranofin è stato sperimentato (su macachi) per la riduzione dei reservoir dell'HIV latenti nei linfociti T nonostante l'impiego di terapie antivirali. Alla Conferenza Mondiale sull'AIDS, tenutasi ad Amsterdam dal 23 al 27 luglio 2018  sono stati presentati i risultati preliminari di una sperimentazione clinica su esseri umani. Questi risultati indicano che il farmaco è stato ben tollerato in soggetti trattati con terapia antiretrovirale e che il farmaco ha contribuito ad una riduzione del reservoir virale.